# Huon (półwysep)
Huon (ang. Huon Peninsula) – półwysep na Nowej Gwinei, administracyjnie położony w Papui-Nowej Gwinei, w jej północno-wschodniej części. Od północy ograniczony jest przez cieśninę Witiaz, od wschodu przez Morze Salomona, od południa przez zatokę Huon, od zachodu przez rzekę Markham.
Półwysep cechuje się dużą powierzchnią lasów. Znajduje się w granicach ekoregionu Górskie lasy deszczowe półwyspu Huon. Średnie roczne opady wynoszą 4600–4800 mm. Wysokość maksymalna przekracza 4000 m n.p.m. Tak wysoko położone punkty znajdują się w górach Saruwaged, Rawlinson i Cromwell. Na półwyspie leżą miasta portowe: Lae i Finschhafen.
W 2006 na Listę informacyjną UNESCO wpisano terasy morskie z półwyspu Huon. W 2009 powstał obszar ochrony YUS, obejmujący 760 km² lasu równikowego w dorzeczach rzek Yopno, Uruwa i Som. Nazwa obszaru pochodzi od pierwszych liter tych rzek. 
Półwysep jest jedynym miejscem na świecie, gdzie naturalnie występują zagrożone wyginięciem drzewiaki rude, ssaki z rodziny kangurowatych. Znana jest jeszcze populacja z wyspy Umboi, lecz z dużym prawdopodobieństwem gatunek został tam introdukowany.
Podczas II wojny światowej (w latach 1943–1944) półwysep był miejscem walk sił alianckich, złożonych głównie z Amerykanów i Australijczyków, z Japończykami.